# انگشتینگن
انگشتینگن (به آلمانی: Engstingen) یک شهر در آلمان است که در Reutlingen واقع شده‌است. انگشتینگن ۵٬۴۶۸ نفر جمعیت دارد.

## خواهرخوانده
شهر شور، سوئیس خواهرخواندهٔ انگشتینگن هست.